# Уэтерфорд (Техас)
Уэтерфорд (англ. Weatherford) — город в США, расположенный в северной части штата Техас, административный центр округа Паркер. По данным переписи за 2010 год число жителей составляло 25 250 человек, по оценке Бюро переписи США в 2018 году в городе проживало 29 739 человек.

## История

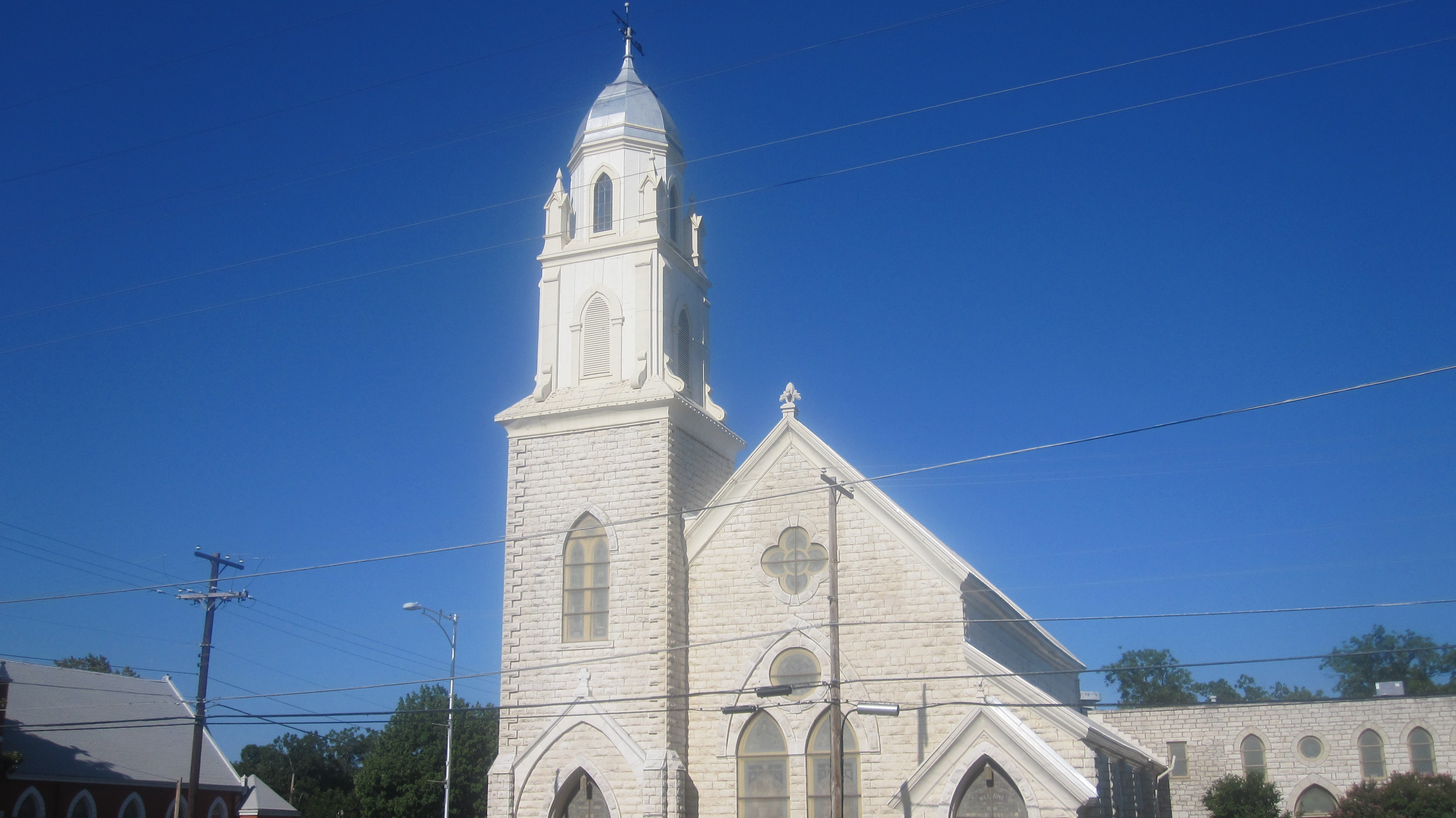
Первая методистская церковь Уэтерфорда

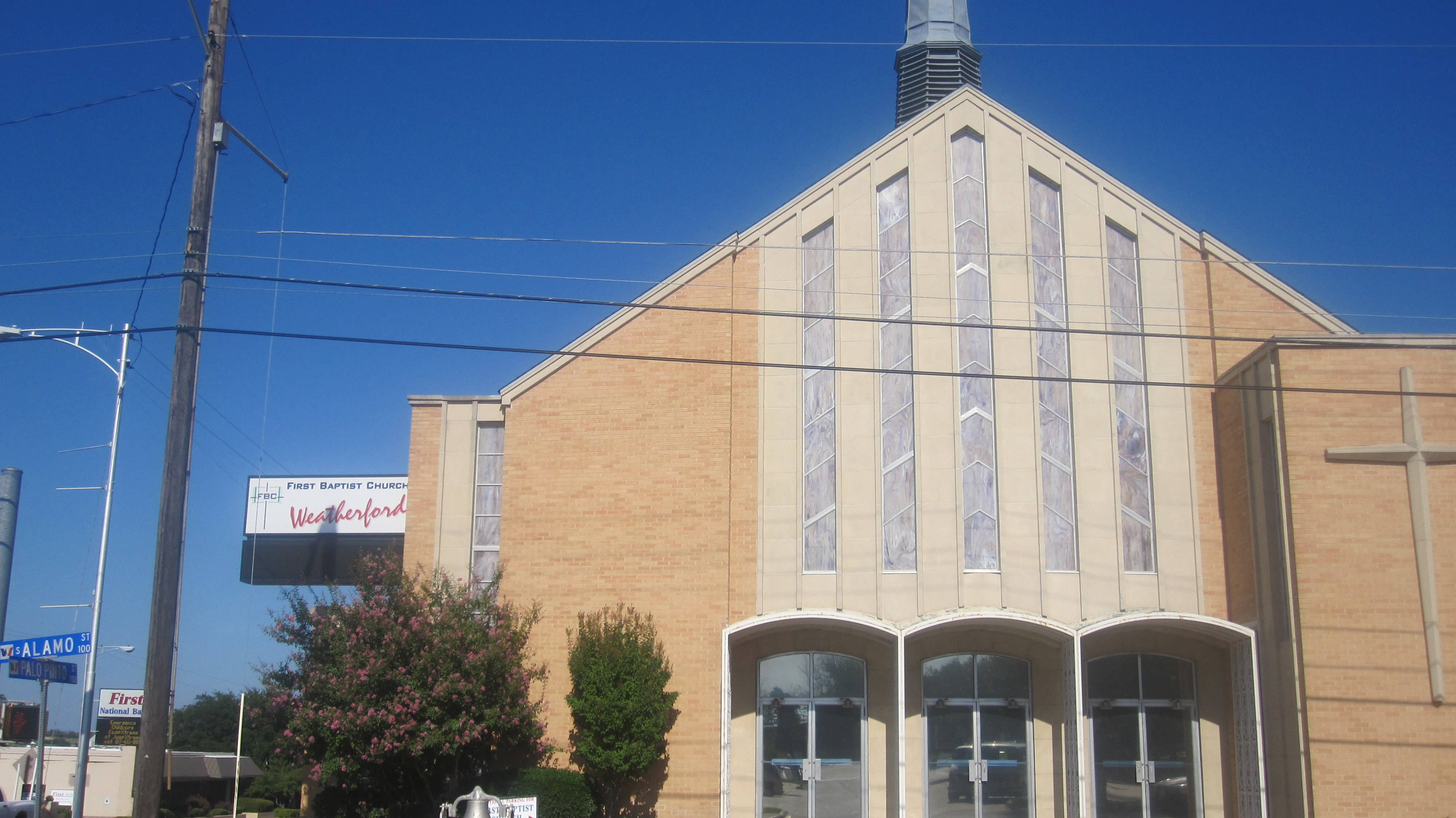
Первая баптистская церковь в городе

Место для города было определено в результате голосования по выбору административного центра округа Паркер, созданного в 1855 году. Новое поселение было названо в честь одного из техасских сенаторов, соавтора закона о создании округа Паркер, Джефферсона Уэтерфорда. Город, расположенный на границе долин Тринити и Бразос, являлся важным форпостом при заселении северного Техаса. В 1858 году Уэтерфорд получил устав и начал формировать органы местного управления.
До середины 1870-х годов город также служил надёжным укрытием граждан округа от набегов индейцев. В 1880 году в Уэтерфорд пришла железная дорога Texas and Pacific Railway. Через 7 лет появилась ветка железной дороги Santa Fe, а в 1891 году была построена региональная линия Weatherford, Mineral Wells and Northwestern Railway. Большое количество железных дорог в городе способствовали развитию его как торгового и транспортного центра фермеров и скотоводов региона. К середине 1890-х годов в городе функционировало семь церквей, три банка, четыре гостиницы, три газеты и несколько школ и колледж Уэтерфорда.
На протяжении XX века помимо сельскохозяйственной продукции, округ начал выпускать оборудование для нефтедобычи, мебель, пластики и резину. Основным продуктом сельского хозяйства стала дыня, однако в 1991 году легислатура Техаса дала городу звание техасской столицы персиков (англ. Peach Capital of Texas).
Уэтерфорд находится в так называемом библейском поясе. В городе находятся церкви многих христианских конфессий, но отсутствуют центры поклонения другим религиям.

## География
Уэтерфорд находится в центральной части округа, его координаты: 32°45′11″ с. ш. 97°46′19″ з. д..
Согласно данным бюро переписи США, площадь города составляет около 74,9 км2, из которых 70,2 км2 занято сушей, а 4,7 км2 — водная поверхность.

### Климат
Согласно классификации климатов Кёппена, в Уэтерфорде преобладает влажный субтропический климат (Cfa).
| Показатель                    | Янв. | Фев.  | Март  | Апр. | Май  | Июнь | Июль | Авг. | Сен. | Окт. | Нояб. | Дек.  | Год   |
| ----------------------------- | ---- | ----- | ----- | ---- | ---- | ---- | ---- | ---- | ---- | ---- | ----- | ----- | ----- |
| Абсолютный максимум, °C       | 32,2 | 35    | 36,1  | 37,2 | 40,6 | 48,3 | 43,3 | 45,6 | 42,8 | 40,6 | 33,3  | 30    | 48,3  |
| Средний суточный максимум, °C | 12,4 | 14,7  | 19,5  | 24,2 | 27,9 | 32,6 | 35,2 | 35,3 | 31,1 | 25,4 | 18,6  | 13,6  | 24,2  |
| Средняя температура, °C       | 5,9  | 7,9   | 12,4  | 17,3 | 21,7 | 26,3 | 28,6 | 28,5 | 24,3 | 18,4 | 11,9  | 7,1   | 17,6  |
| Средний суточный минимум, °C  | −0,6 | 1,2   | 5,4   | 10,5 | 15,4 | 19,9 | 22   | 21,6 | 17,6 | 11,4 | 5,2   | 0,7   | 10,9  |
| Абсолютный минимум, °C        | −20  | −18,3 | −13,9 | −4,4 | 0,6  | 8,3  | 12,2 | −1,1 | 1,1  | −7,2 | −10,6 | −23,3 | −23,3 |
| Норма осадков, мм             | 47   | 56    | 63    | 87   | 119  | 84   | 55   | 56   | 77   | 83   | 56    | 52    | 834   |
| Источник: weatherbase.com     |      |       |       |      |      |      |      |      |      |      |       |       |       |

## Население
Согласно переписи населения 2010 года в городе проживало 25250 человек, было 9770 домохозяйств и 6462 семьи. Расовый состав города: 89,4 % — белые, 2,4 % — афроамериканцы, 0,8 % — коренные жители США, 0,9 % — азиаты, 0,1 % (14 человек) — жители Гавайев или Океании, 4,4 % — другие расы, 2,1 % — две и более расы. Число испаноязычных жителей любых рас составило 13,6 %.
Из 9770 домохозяйств, в 34,4 % живут дети младше 18 лет. 48,5 % домохозяйств представляли собой совместно проживающие супружеские пары (20,8 % с детьми младше 18 лет), в 12,7 % домохозяйств женщины проживали без мужей, в 4,9 % домохозяйств мужчины проживали без жён, 33,9 % домохозяйств не являлись семьями. В 28,3 % домохозяйств проживал только один человек, 12 % составляли одинокие пожилые люди (старше 65 лет). Средний размер домохозяйства составлял 2,47 человека. Средний размер семьи — 3,03 человека.
Население города по возрастному диапазону распределилось следующим образом: 28,4 % — жители младше 20 лет, 27 % находятся в возрасте от 20 до 39, 29,5 % — от 40 до 64, 15,2 % — 65 лет и старше. Средний возраст составляет 35,7 года.
Согласно данным пятилетнего опроса 2018 года, средний доход домохозяйства в Уэтерфорде составляет 62 594 доллара США в год, средний доход семьи — 72 853 доллара. Доход на душу населения в городе составляет 30  159 долларов. Около 6,5 % семей и 9,6 % населения находятся за чертой бедности. В том числе 12,3 % в возрасте до 18 лет и 5,9 % в возрасте 65 и старше.

## Местное управление

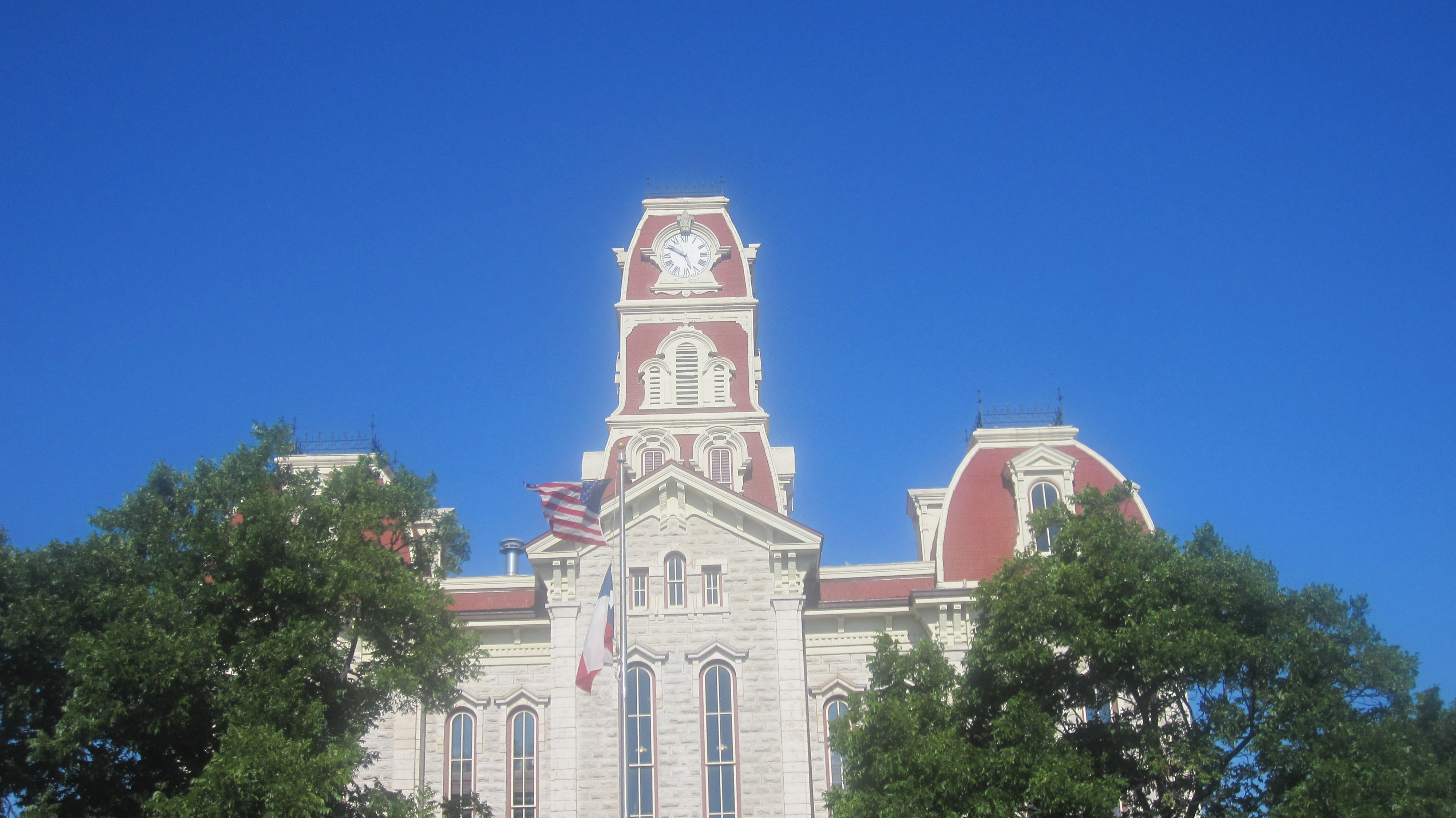
Здание суда округа Паркер

Управление городом осуществляется мэром и городским советом, состоящим из четырёх человек. Четыре члена совета выбираются по районам. Один из членов совета назначается заместителем мэра. Назначаемыми позициями в администрации города являются: 
- Сити-менеджер и его помощники
- Городской секретарь
- Финансовый директор
- Шеф полиции
- Начальник пожарной охраны
- Начальник службы животных
- Глава отдела защиты здоровья потребителей
- Начальник отдела кадров
- Глава общественной библиотеки
- Глава отдела технического обслуживания
- Начальник отдела по связям с общественностью
- Начальник отдела муниципальных и общественных служб
- Глава департамента экономического развития
- Глава транспортных проектов
- Глава отдела электрических и складских услуг
- Глава отдела водоснабжения, канализации и инженерных служб
- Глава отдела транспорта и общественных работ
- Глава отдела планирования и развития города
- Глава департамента парков и отдыха

## Инфраструктура и транспорт
Через Уэтерфорд проходят межштатная автомагистраль I-20, автомагистраль 180 США, а также автомагистрали штата Техас 171 и 312.
В городе располагается аэропорт округа Паркер и аэропоорт Хорсшу-Бенд. Аэропорт округа Паркер располагает одной взлётно-посадочной полосой длиной 881 метр. Аэропорт Хорсшу-Бенд располагает одной взлётно-посадочной полосой длиной 914 метров. Ближайшими аэропортами, выполняющими коммерческие рейсы, являются аэропорты Далласа. Аэропорт Даллас/Форт-Уэрт находится примерно в 85 километрах, а аэропорт Даллас/Лав-Филд примерно в 100 километрах к востоку от Уэтерфорда.

## Образование
Город обслуживается независимым школьным округом Уэтерфорд.
В Уэтерфорде находится главный офис колледжа Уэтерфорда. Колледж предлагает обучение более чем в 35 научных областях и 19 профессиональных или технических программ. Колледж был открыт масонами в 1869 году.

## Экономика

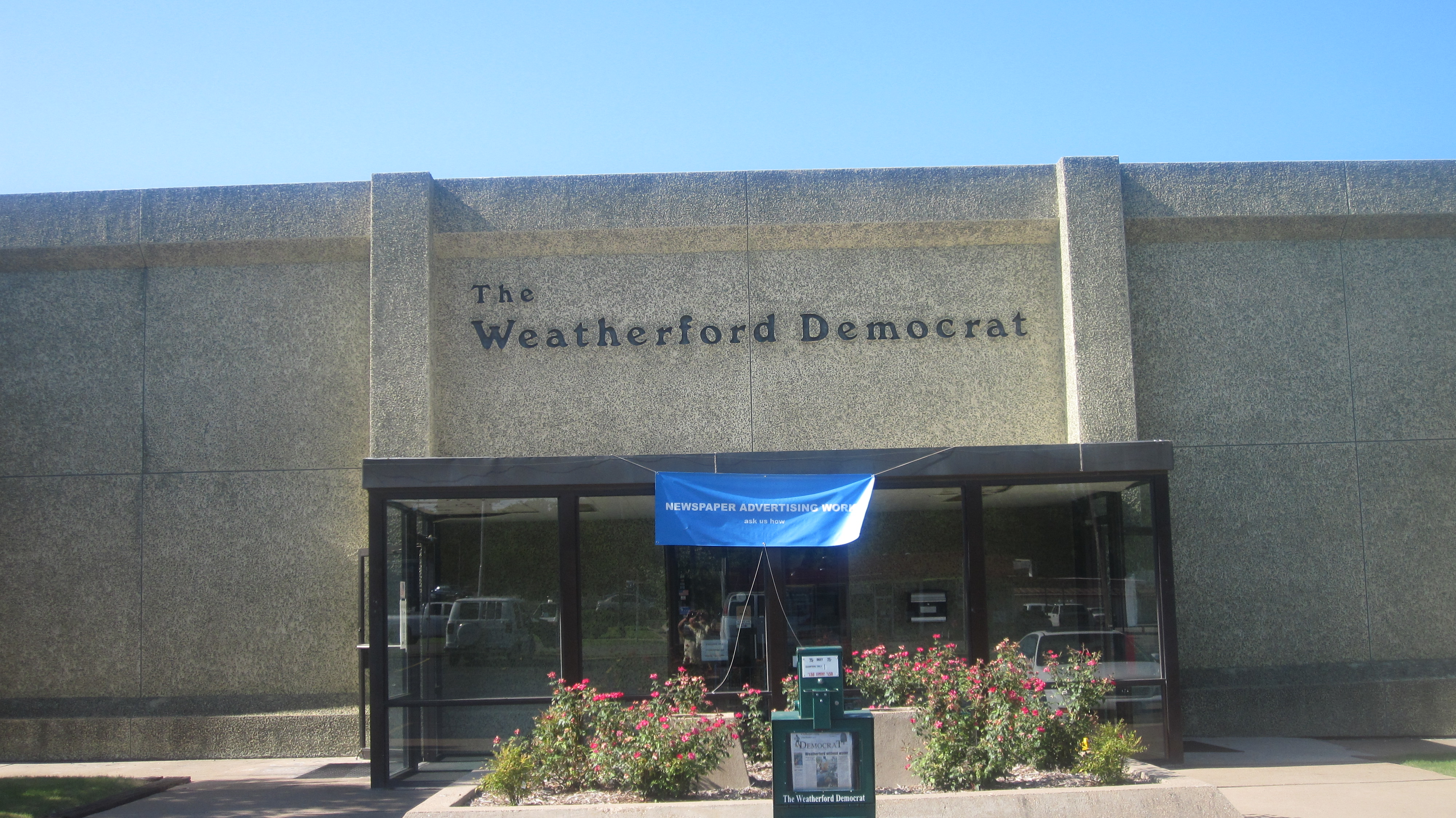
Офис газеты «Weatherford Democrat»

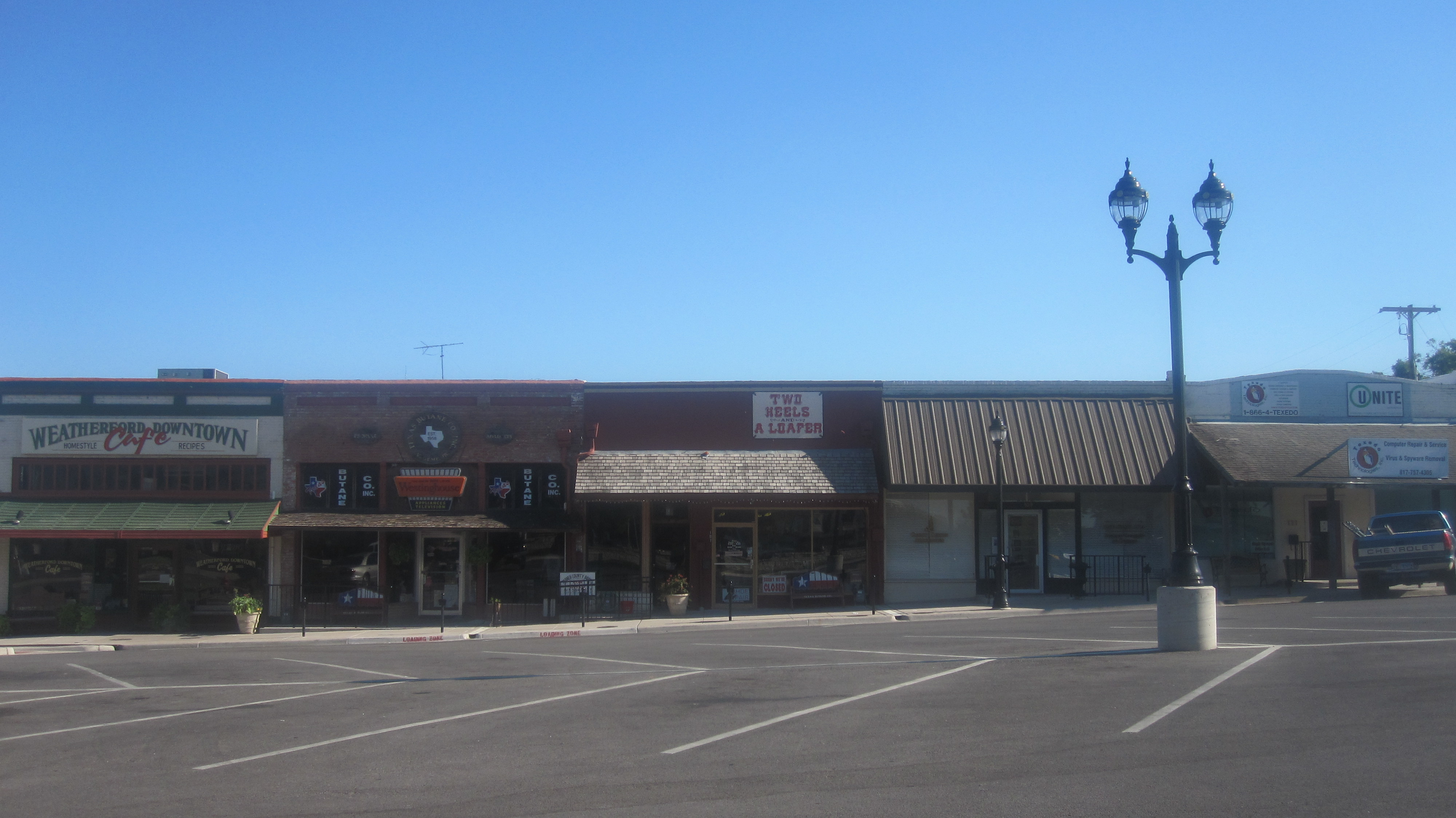
Торговые предприятия в центре города

Согласно финансовому отчёту за 2015—2016 финансовый год, Уэтерфорд владел активами на $359,91 млн, долговые обязательства города составляли $147,42 млн. Доходы города в 2016 году составили $83,85 млн, а расходы — $71,45 млн.
Крупнейшими работодателями в городе являются:
| Работодатель                              | Число работников |
| ----------------------------------------- | ---------------- |
| Независимый школьный округ Уэтерфорд      | 977              |
| Региональный медицинский центр Уэтерфорда | 600              |
| Город Уэтерфорд                           | 404              |
| Walmart                                   | 360              |
| Колледж Уэтерфорда                        | 350              |
| C.D. Hartnett                             | 210              |
| JAMAK, Inc                                | 170              |
| Lowe’s                                    | 155              |
| The Home Depot                            | 136              |
| Target                                    | 102              |

## Отдых и развлечения

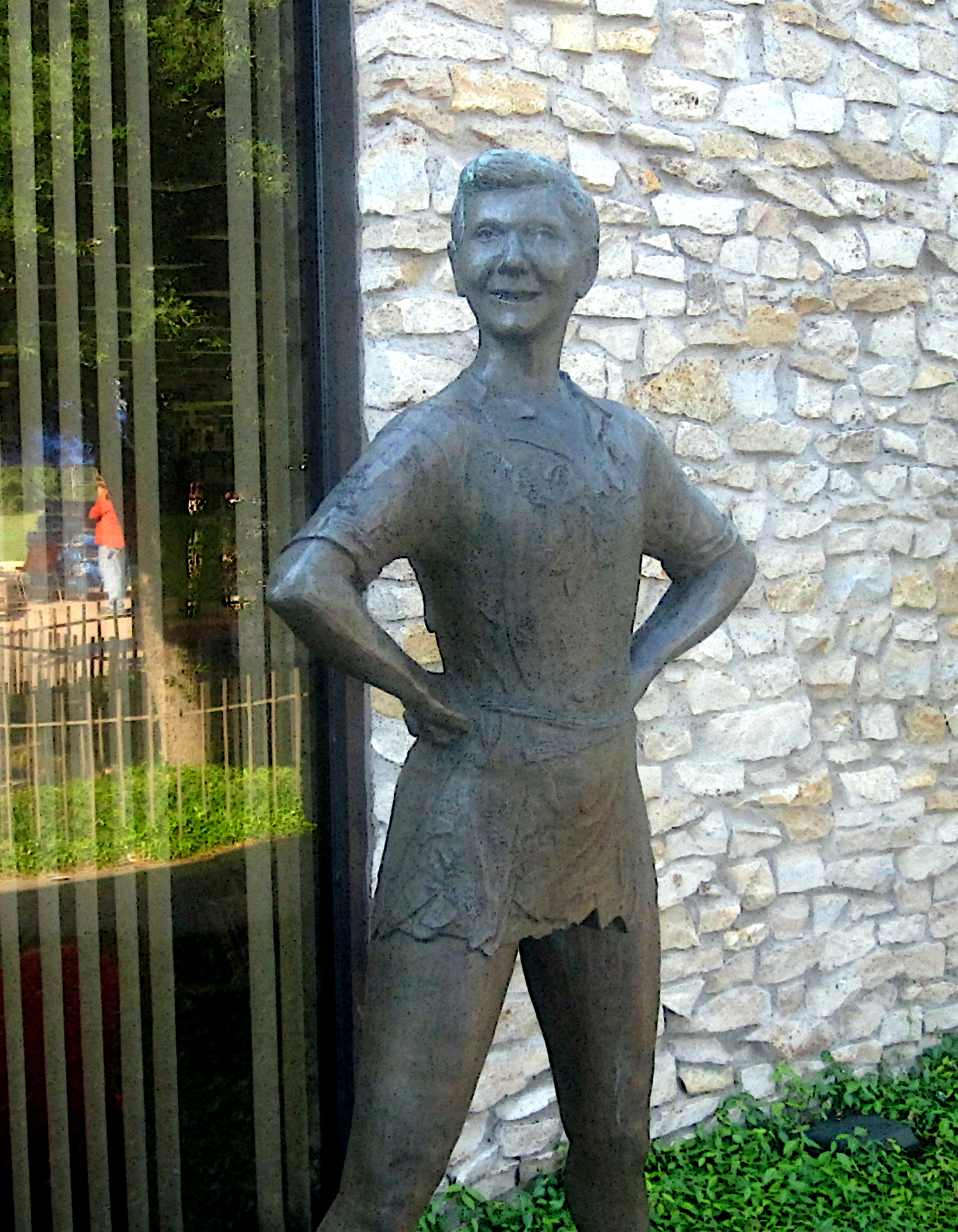
Статуя Питера Пэна у библиотеки Уэтерфорда

Озеро Уэтерфорд, расположенное в черте города, является популярным местом отдыха. В городе сохранилось множество старых зданий в викторианском стиле, а также в стиле английского барокко. В городе открыты музей Америк, культурный центр наследия Досс и музей-ресторан винтажных машин.
В городе ежемесячно проводится ярмарка первого понедельника (англ. First Monday Fair). В городе также проводится ежегодный персиковый фестиваль округа Паркер.

## Город в популярной культуре
По некоторым данным, история местного погонщика скота Оливера Лавинга и его друга Чарльза Гуднайта послужила основой для сюжета романа «Одинокий голубь» американского писателя Ларри Макмертри, вышедшего в 1985 году. Макмертри получил за произведение Пулитцеровскую премию.